# Pers metode
Pers metode er en dansk dokumentarfilm fra 2008, der er instrueret af Pernille Bech Christensen efter manuskript af Poul Erik Tøjner.

## Handling
Per Kirkeby og Poul Erik Tøjner mødtes tre dage i maj før åbningen af udstillingen Per Kirkeby Louisiana 2008. De to taler med hinanden om maleriets metode - som titlen så præcist angiver - og om alt det i arbejdet, i livet og i biografien, som er malet ind i billederne. Hvor det herefter er til stede, men skjult. Samtalen er yderst omhyggelig og særdeles åbenhjertig - men "om nogle ting taler man ikke", som Kirkeby alvorligt udtrykker det. Der slutter samtalen og filmen.